# رون جيمس (سياسي أمريكي)
رون جيمس (بالإنجليزية: Ron James)‏ هو سياسي أمريكي، ولد في 11 يونيو 1928.